# 청자 퇴화초화문 표주박모양 주전자 및 승반
청자 퇴화초화문 표주박모양 주전자 및 승반(靑磁 堆花草花文 瓢形 注子 및 承盤)은 서울특별시 용산구, 국립중앙박물관에 있는 고려시대의 청자이다. 2017년 3월 8일 대한민국의 보물 제1930호로 지정되었다.

## 개요
이 청자는 퇴화(堆花) 기법으로 자유로운 필치의 초화문(草花文)이 장식된 주자와 승반으로, 과감한 장식 문양이 돋보이는 걸작으로 평가된다. 또한 표주박 모양의 주자와 뚜껑, 승반이 하나의 완전한 세트로 구성되어 있는 점은 이 청자를 더욱 가치 있게 만드는 요소이기도 하다. 이 주자에서 가장 빼어난 부분은 퇴화 기법으로 나타낸 문양에 있다. 백토니(白土泥)와 자토니(赭土泥)를 이용한 퇴화 기법은 자유로운 필치를 한껏 살려 자연스러우면서도 강렬한 느낌의 초화문을 생동감 있게 베풀었다. 또한 주자의 몸체 곳곳에 흑백의 문양을 번갈아 나타내며 대비효과를 극대화하였다. 특히 표주박모양 주자의 아랫박의 문양은 초화(草花)를 그린 백원문(白圓文)과 당초(唐草)를 음각한 백원문대(白圓文帶)의 두 개의 구획으로 나뉜다. 이들 문양의 바탕은 각각 구획한 것이라기보다는 하나의 바탕을 커다랗게 마련하고 각 문양 사이의 공간을 긁어내어 여백감을 나타낸 것으로 보기 드문 경우이다. 전체적으로 간결하면서도 세심하게 베푼 문양은 최고 수준의 퇴화 기법을 구사한 장인의 손길을 느끼기에 충분하다. 이 청자는 완전한 조합과 구성, 당당하면서도 안정감 있는 몸체, 자유로운 필치로 정성스럽게 그린 문양 등 세련된 퇴화 기법의 정화를 유감없이 보여주는 대표적인 작품이다. 이 작품은 유례도 많지 않지만, 퇴화 기법을 대표할 만한 최고 수준의 작품으로 손꼽을 수 있다.

## 같이 보기
- 청자

## 참고 자료
- 청자 퇴화초화문 표주박모양 주전자 및 승반 - 국가유산청 국가유산포털